# Alpha Doradus

Alpha Doradus is de alpha ster in het sterrenbeeld Goudvis (Dorado)

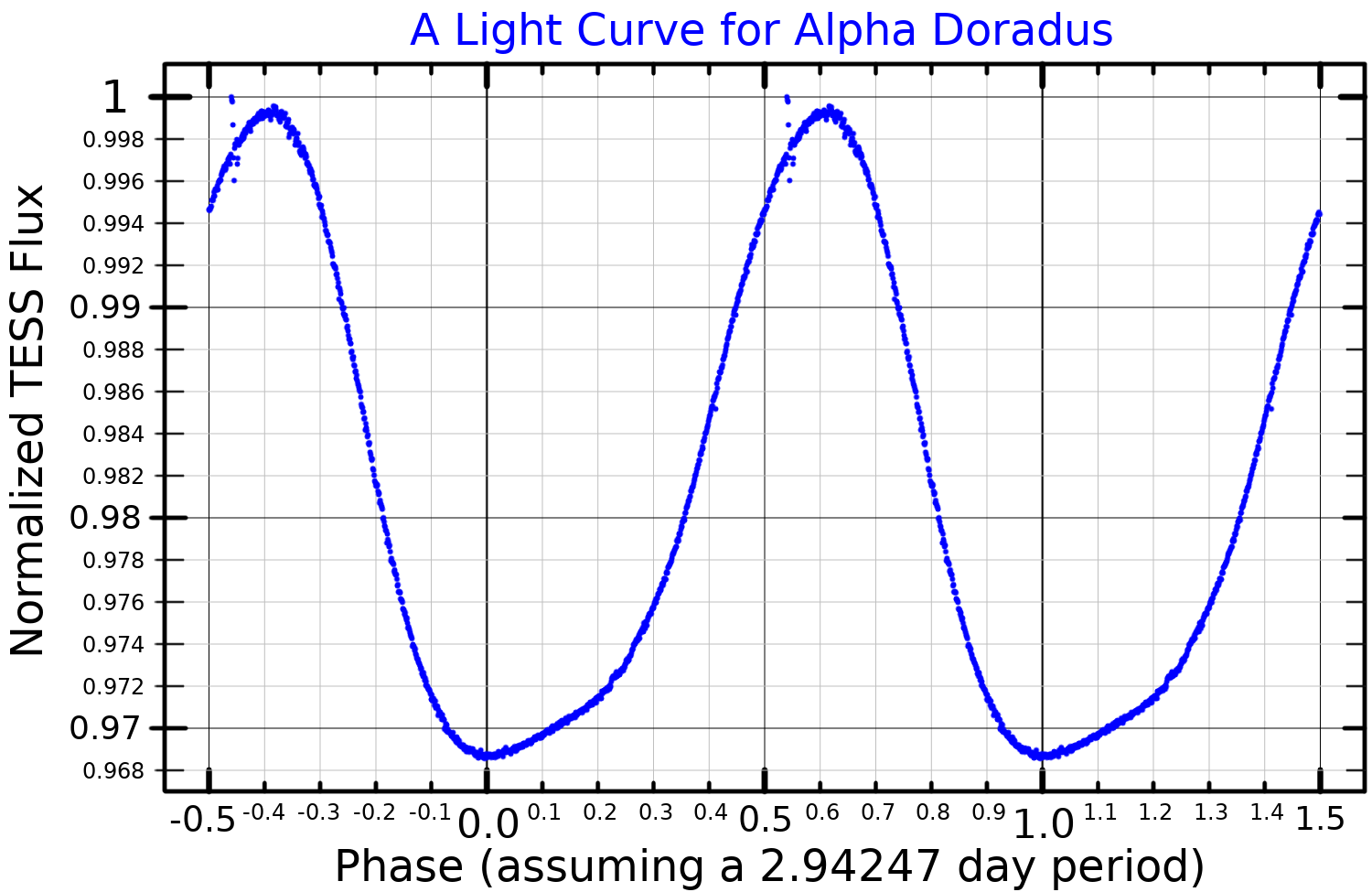
Lichtkromme van Alpha Doradus

Alpha Doradus is een ster in het sterrenbeeld Goudvis met een magnitude van 3,27, die hem de helderste ster maakt in het sterrenbeeld. Alpha Doradus is een dubbelster bestaande uit een type A reus en een type B subreus of heldere hoofdreeksster met een periode van 12,1 jaar. De afstand tussen beiden varieert tussen 1,8 een 17,5 AE. Omdat de sterren zo dicht bij elkaar staan is het bestuderen van de spectra lastig, wat de abnormaal hoge temperatuur van Alpha Doradus A zou kunnen verklaren.